# جیمز موری، اولین بارون گلنلین
جیمز موری، یکمین بارون گْلِنلیُن (انگلیسی: James Murray, 1st Baron Glenlyon; ۲۹ مهٔ ۱۷۸۲ – ۱۲ اکتبر ۱۸۳۷) سیاستمدار و نظامی اهل اسکاتلند بود. وی همچنین برندهٔ جوایزی همچون همکار انجمن سلطنتی شده‌است.